# Bo Svenson
För den pensionerade ordföranden i Högsta domstolen, se Bo Svensson.
Bo Svenson, född 13 februari 1941 i Göteborg, är en svensk skådespelare verksam i USA. Han är son till Göteborgs dragspelsdrottning Lola Svensson.

## Biografi
Bo Svenson emigrerade som sjuttonåring till USA för att ta värvning i marinkåren. Efter att ha tjänstgjort där i sex år upptäcktes hans talanger av en slump. Han fick en roll i en uppsättning av musikalen South Pacific. Då han trivdes som skådespelare begärde han avsked ur marinkåren och blev skådespelare. Hans genombrott kom med rollen som Big Swede i TV-serien Here Comes the Bride 1968.
På 1970-talet medverkade Svenson i flera filmer. Åren 1970–1974 studerade han även metafysik och doktorerade i det ämnet. Sedan 1985 sitter Svenson i den Oscarskommitté som utser bästa utländska film.
Bland övriga intressen märks kampsporter, där han har svart bälte i judo, karate och aikido, samt ishockey och NASCAR. År 2015 utkom hans första roman.

## Filmografi
- 1965 – Flipper (TV-serie) (1 avsnitt)
- 1968 – På farligt uppdrag (TV-serie) (1 avsnitt)
- 1969 – Brottsplats: San Francisco (TV-serie) (1 avsnitt)
- 1969 – High Chaparral (TV-serie) (1 avsnitt)
- 1970 – Gänget (TV-serie) (1 avsnitt)
- 1971 – McCloud (TV-serie) (1 avsnitt)
- 1973 – Kung Fu (TV-serie) (1 avsnitt)
- 1975 – Tid för hjältar
- 1978 – Inglorious Bastards
- 1980 – Sverige åt svenskarna
- 1982 – Magnum (TV-serie) (1 avsnitt)
- 1983 – Stuntmannen (TV-serie) (2 avsnitt)
- 1984 – Hunter (TV-serie) (1 avsnitt)
- 1986 – Styrka Delta Force
- 1986 – Armour of God
- 1986 – Heartbreak Ridge
- 1988 – Mord och inga visor (TV-serie) (2 avsnitt)
- 1990 – Soldier of Fortune
- 1993 – Scali (TV-serie) (1 avsnitt)
- 1996 – Cheyenne
- 1997 – Speed 2: Cruise Control
- 1997 – Tre kronor (TV-serie) (1 avsnitt)
- 2002 – På heder och samvete (TV-serie) (2 avsnitt)
- 2004 – Kill Bill: Volume 2
- 2005 – Hell to Pay
- 2009 – Inglourious Basterds

## Teater

### Roller
| År   | Roll         | Produktion                                                          | Regi      | Teater       |
| ---- | ------------ | ------------------------------------------------------------------- | --------- | ------------ |
| 1974 | Frank Butler | Annie Get Your Gun Irving Berlin, Dorothy Fields och Herbert Fields | Åke Falck | Scandinavium |